# كريج نيومارك
كريج ألكسندر نيومارك (مواليد 6 ديسمبر 1952) هو رائد أعمال أمريكي، اشتهر بتأسيس موقع الإعلانات المبوبة كريجزلست. قبل تأسيس كريجزلست، عمل كمبرمج حاسوب لدى شركات مثل IBM وبنك أمريكا وتشارلز شواب. شغل نيومارك منصب الرئيس التنفيذي لكريغزلست منذ تأسيسها حتى عام 2000. أسس منظمة كريغ نيومارك الخيرية في عام 2014.

## الحياة المبكرة والتعليم
وُلد نيومارك لجويس ولي نيومارك، وهما محاسب ومندوب مبيعات تأمين ولحوم، وكانا يهوديين، في عام 1952 في موريستاون، نيو جيرسي. في طفولته، كان نيومارك يحب الخيال العلمي والكتب الهزلية، وأراد أن يصبح عالم حفريات. عندما كان في الثالثة عشرة، توفي والده بسبب السرطان، ثم نقلته والدته هو وشقيقه الأصغر جيف إلى قرية جاكوب فورد في موريستاون.
في سن المراهقة، التحق نيومارك بمدرسة موريستاون الثانوية، حيث أصبح مهتمًا بالفيزياء. كان يرتدي نظارات سوداء مكسورة مثبتة بشريط لاصق وواقي جيب. في مقابلة، وصف نفسه في المدرسة الثانوية بأنه "ربما كان النيرد الأول". خلال المدرسة الثانوية، غنى في كورال المدرسة، انضم إلى نادي الفيزياء، شارك في قيادة فريق المناظرة، وكان عضوًا في جمعية الشرف. تخرج نيومارك من المدرسة الثانوية في عام 1971.
خلال سنته الأولى في الجامعة، بدأ نيومارك دراسة علوم الحاسوب. حصل على درجتي البكالوريوس والماجستير في علوم الحوسبة والمعلومات من جامعة كيس ويسترن ريزيرف في عامي 1975 و1977 على التوالي.

## المسيرة المهنية
قبل تأسيس كريغزلست، عمل نيومارك كمبرمج حاسوب متعاقد لشركات مثل بنك أمريكا وسان مايكروسيستمز وغيرها. كانت وظيفته الأولى بعد التخرج مع IBM، حيث عمل لمدة 17 عامًا كمبرمج ومهندس أنظمة. خلال تلك الفترة، عاش في بوكا راتون، فلوريدا، وديترويت، ميشيغان، ثم بيتسبرغ، بنسلفانيا. انتقل إلى سان فرانسيسكو في عام 1993 بعد قبوله منصبًا في تشارلز شواب. هناك، قدمه زميل له إلى شبكة الإنترنت العالمية—التي كانت لا تزال خالية نسبيًا من الإعلانات التجارية في ذلك الوقت.
في عام 1995، بدأ نيومارك بإرسال قائمة بالأحداث القادمة عبر البريد الإلكتروني لعدد قليل من الأصدقاء لـ "تعزيز الشعور بالمجتمع". طلب أشخاص آخرون الانضمام إلى القائمة، ومع زيادة عدد الأعضاء، تنوعت المعلومات في القائمة. أطلق نيومارك موقع craigslist.org في عام 1996، حيث يمكن للناس تبادل المعلومات، غالبًا بدون رسوم. بدأ الموقع كنشرة إخبارية عن أحداث سان فرانسيسكو. استمر في تشغيله كهواية بينما كان يعمل كمهندس برمجيات حتى عام 1999، عندما أسس كريغزلست كشركة خاصة ربحية. في كتابها "إنترنت للناس: سياسات ووعد كريغزلست"، وصفت جيسا لينجل الموقع بأنه "الإنترنت غير المصقول". في عام 2000، تنحى نيومارك عن منصب الرئيس التنفيذي وسلم الدور لجيم باكماستر. منذ ذلك الحين، لم يشارك نيومارك في "العمليات اليومية" لكريغزلست. حتى عام 2018، استمر في الرد على استفسارات خدمة عملاء كريغزلست، مع التركيز بشكل أساسي على التعامل مع المحتالين والمزعجين.
في عام 2005، أدرجت مجلة تايم كريغ نيومارك ضمن قائمة 100 شخصية تشكل العالم.
عمل نيومارك في مجلس إدارة عدة منظمات غير ربحية مثل كلية الصحافة بجامعة CUNY، وGirls Who Code، وVets in Tech، وغيرها. كما يشغل أدوارًا في المجالس الاستشارية لـ 18 منظمة غير ربحية أخرى.

## الأعمال الخيرية
منذ عام 2004، كان نيومارك يستخدم ثروته لدعم القضايا الخيرية. تشمل اهتماماته الخيرية الصحافة والأمن السيبراني. في عام 2015، أسس منظمة كريغ نيومارك الخيرية، التي تعمل كمظلة لمؤسساته الأخرى، مثل مؤسسته الخيرية الخاصة، التي ساهم فيها بـ 50 مليون دولار في عام 2016 لدعم عائلات العسكريين، وجهود تسجيل الناخبين، والنساء في التكنولوجيا.
في عام 2018، بلغت تبرعات نيومارك 143 مليون دولار.
صنفت مجلة The Chronicle of Philanthropy نيومارك في المرتبة 17 من بين 50 في تصنيفها للمتبرعين الأفراد لعام 2020، بإجمالي تبرعات بلغ 100 مليون دولار. في عام 2022، تبرع نيومارك بـ 81 مليون دولار من خلال مؤسسة كريغ نيومارك وصندوق كريغ نيومارك الخيري، ليُدرج مرة أخرى ضمن أفضل 50 في تصنيف The Chronicle of Philanthropy.
في ديسمبر 2022، أعلن عن نيته التبرع بمعظم ثروته للأعمال الخيرية.